# Sinalda
Sinalda is een geslacht van wantsen uit de familie van de Tingidae (Netwantsen). Het geslacht werd voor het eerst wetenschappelijk beschreven door William Lucas Distant in 1904.

## Soorten
Het genus bevat de volgende soorten:

- Sinalda aethiops (Distant, 1902)
- Sinalda afra (Drake & Ruhoff, 1961)
- Sinalda angustata (Drake, 1956)
- Sinalda applanata Golub & Popov, 2005
- Sinalda baltica (Drake, 1950)
- Sinalda capensis Duarte Rodrigues, 1988
- Sinalda coronata (Fieber, 1844)
- Sinalda cristata Duarte Rodrigues, 1988
- Sinalda dilatata Duarte Rodrigues, 1988
- Sinalda elegans Distant, 1904
- Sinalda haplotaxis Froeschner, 1968
- Sinalda helichrysumae Duarte Rodrigues, 1982
- Sinalda nebulosa Distant, 1904
- Sinalda reticulata Distant, 1904
- Sinalda sinuaticolle (Linnavuori, 1977)
- Sinalda sinuaticollis (Linnavuori, 1977)
- Sinalda testacea (Distant, 1902)
- Sinalda thomasi (Drake, 1956)